# Ясениця (станція)
Ясени́ця — проміжна залізнична станція Львівської дирекції Львівської залізниці на лінії Самбір — Чоп між станціями Стрілки (9 км) та Бойківська (10 км). Розташована у селі Ясениця-Замкова Самбірського району Львівської області.

## Історія
Станція відкрита 24 серпня 1905 року під завершення будівництва другої черги лінії Самбір — Сянки на дільниці Стрілок — Сянки під первинною назвою — Ясениця-Замкова, на рубежі 1940—1950-х років (не раніше 1949 року) вживається сучасна назва.
1968 року станція електрифікована постійним струмом (=3 кВ) в складі залізниці Самбір — Чоп.

## Пасажирське сполучення
На станції зупиняються  приміські електропоїзди сполученням Львів — Сянки.